# Belmar
Belmar – jednostka osadnicza w Stanach Zjednoczonych, w stanie Nebraska, w hrabstwie Keith.